# Opus africanum
Opus africanum oblik je klesanog zida koji se koristio u kartaškoj i starorimskoj arhitekturi, a karakteriziraju ga stupovi od okomitih kamenih blokova koji se izmjenjuju s vodoravnim blokovima, ispunjeni manjim blokovima između.
Ime mu potječe od rimske provincije Afrike, a čest je u sjevernoj Africi, ali se također može naći na Siciliji i u južnoj Italiji.